# Anouk Bruil
Anouk Bruil (28 juni 1994) is een Nederlands voetbaltrainer. Ze is sinds juni 2025 hoofdtrainer van de vrouwen van Ajax, waar ze de opvolger is van Hesterine de Reus.

## Carrière
Bruil begon in 2014 haar trainersloopbaan als trainer van het jeugdelftal van sc Heerenveen. Twee jaar later werd ze tegelijkertijd assistent-trainer bij de Friezinnen. In 2021 ging Bruil als assistent-trainer van hoofdtrainer Danny Schenkel aan de slag bij Ajax. Ook werd ze een jaar later hoofdtrainer van het talententeam 019, waarmee ze in 2023 landskampioen wist te worden.
Op 30 juni 2025 werd Bruil aangesteld als nieuwe hoofdtrainer van de vrouwen van Ajax.. Ze was daarmee de opvolgster van Hesterine de Reus, die wegens teleurstellende resultaten het veld moest ruimen.